# Brebu Megieșesc, Prahova
Brebu Megieșesc (denumit în trecut și Siliștea) este un sat în comuna Brebu din județul Prahova, Muntenia, România.
Se află pe stânga văii râului Doftana. Este despărțită de satul Podu Cheii de vâlceaua Valea Rea.